# رينيه كوكس
رينيه كوكس (بالإنجليزية: Renée Cox)‏ هي مصورة أمريكية وجامايكية، ولدت في 16 أكتوبر 1960 في جامايكا.

## وصلات خارجية
- الموقع الرسمي